# 김블루
김블루(1997년 2월 13일~)는 대한민국의 유튜버이다. 김블루는, 서든어택 클랜의 애니 캐릭터 색깔과 파란색을 합하여 레인블루라 짓게 되었고, 그것이 지금의 김블루라는 이름으로 이어졌다. 2024년 12월 26일 기준 구독자 수는 약 202만 명이며, 동영상은 약 2600개이다. 본명은 아직 공개하지 않았다.